# Denpasar
Denpasar (Balinéz: Dénpasar)  város Indonézia területén, Bali szigetén. A szigettel azonos Bali tartomány székhelye. Lakosainak száma 637 000 fő volt 2010-ben.
Tengeri kikötő, a kereskedelem, a könnyűipar, a kézművesség központja. A nem messze fekvő Kuta és Sanur a turisták kedvelt üdülőhelye. 
A Ngurah Rai Nemzetközi Repülőtér a városközponttól délre mintegy 12 km-re fekszik.

## Éghajlat
| Hónap                         | Jan. | Feb. | Már. | Ápr. | Máj. | Jún. | Júl. | Aug. | Szep. | Okt. | Nov. | Dec. | Év   |
| ----------------------------- | ---- | ---- | ---- | ---- | ---- | ---- | ---- | ---- | ----- | ---- | ---- | ---- | ---- |
| Átlagos max. hőmérséklet (°C) | 33,0 | 33,4 | 33,6 | 34,4 | 33,1 | 31,4 | 30,4 | 29,6 | 31,4  | 33,6 | 32,7 | 33,0 | 32,5 |
| Átlagos min. hőmérséklet (°C) | 24,1 | 24,2 | 24,0 | 24,8 | 24,1 | 23,5 | 23,0 | 22,5 | 22,9  | 23,7 | 23,5 | 23,5 | 23,6 |
| Átl. csapadékmennyiség (mm)   | 345  | 274  | 234  | 88   | 93   | 53   | 55   | 25   | 47    | 63   | 179  | 276  | 1732 |
| Forrás: Weatherbase           |      |      |      |      |      |      |      |      |       |      |      |      |      |

## Népessége

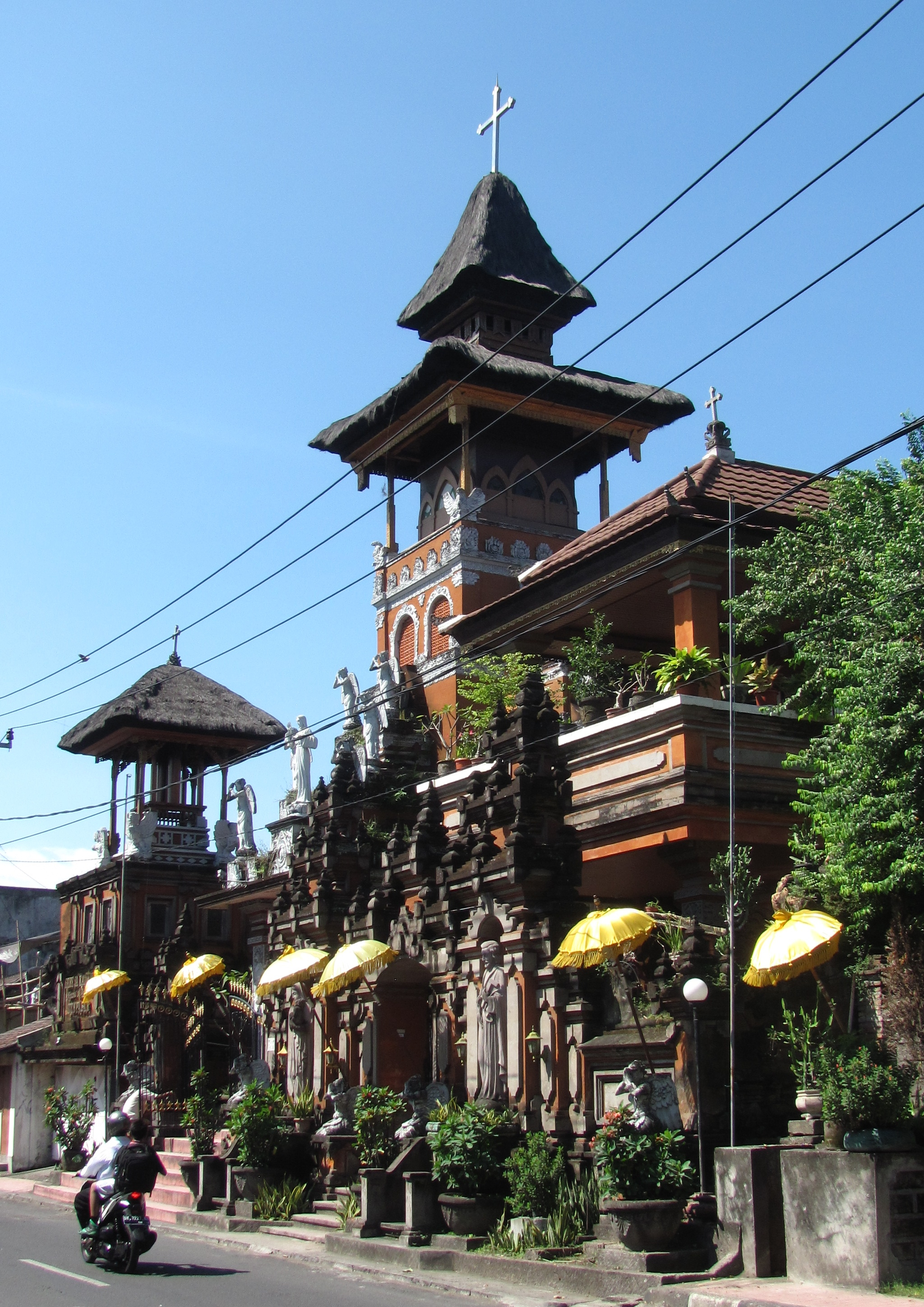
Szent József római katolikus templom

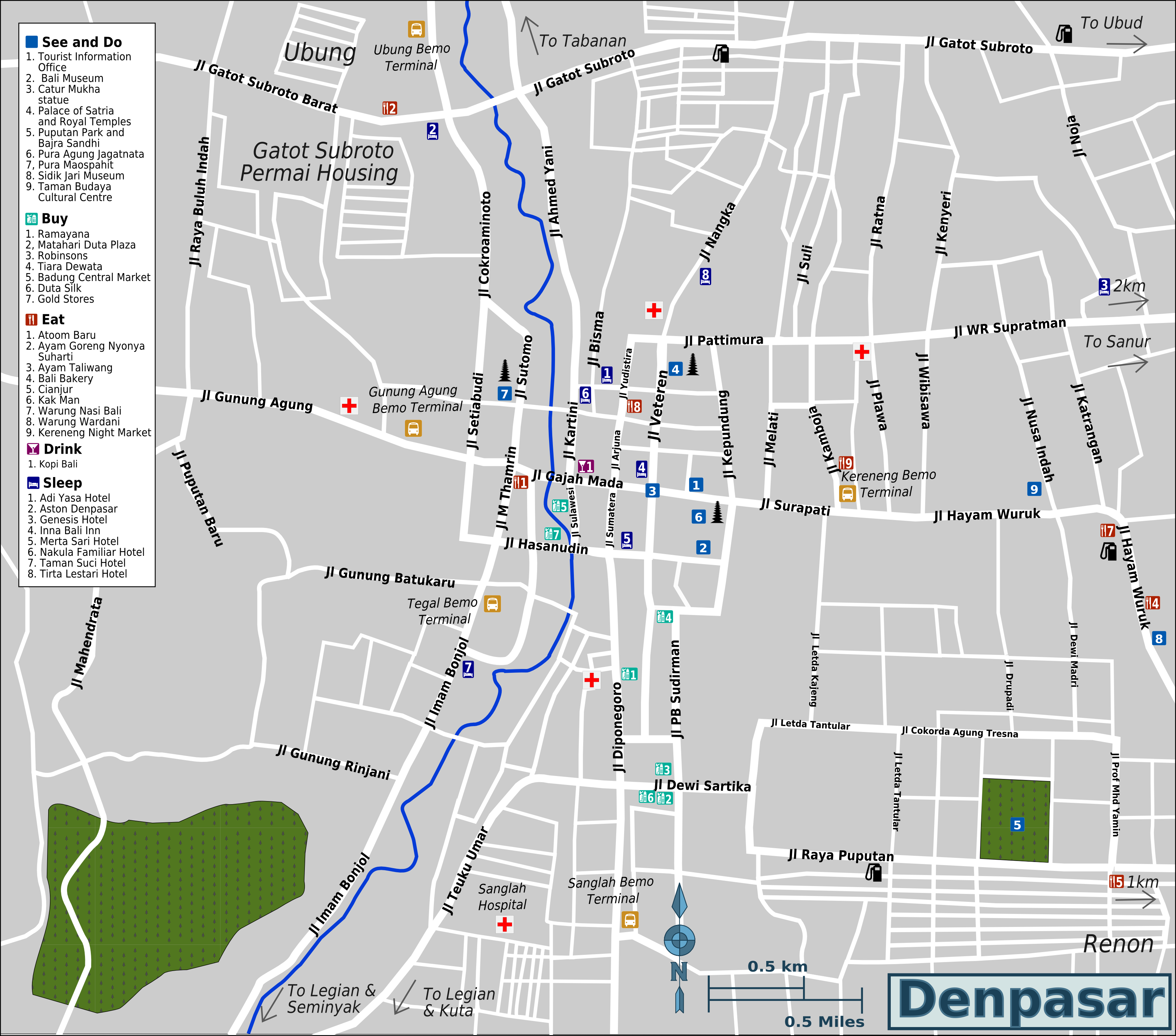
Denpasar térképe

| 2024 | 670 210 |

## Fordítás
Ez a szócikk részben vagy egészben  a   Denpasar című angol Wikipédia-szócikk fordításán alapul.  Az eredeti cikk szerkesztőit annak laptörténete sorolja fel. Ez a jelzés csupán a megfogalmazás eredetét és a szerzői jogokat jelzi, nem szolgál a cikkben szereplő információk forrásmegjelöléseként.